# NGC 6153
NGC 6153 est une nébuleuse planétaire située dans la constellation du Scorpion. NGC 6153 a été découvert par l'astronome britannique Ralph Copeland en 1883.

## Observation
Avec une magnitude visuelle de 10,9, on ne peut pas observer cette nébuleuse avec des jumelles. Il faut utiliser un télescope dont l'ouverture est d'au moins 150 mm.

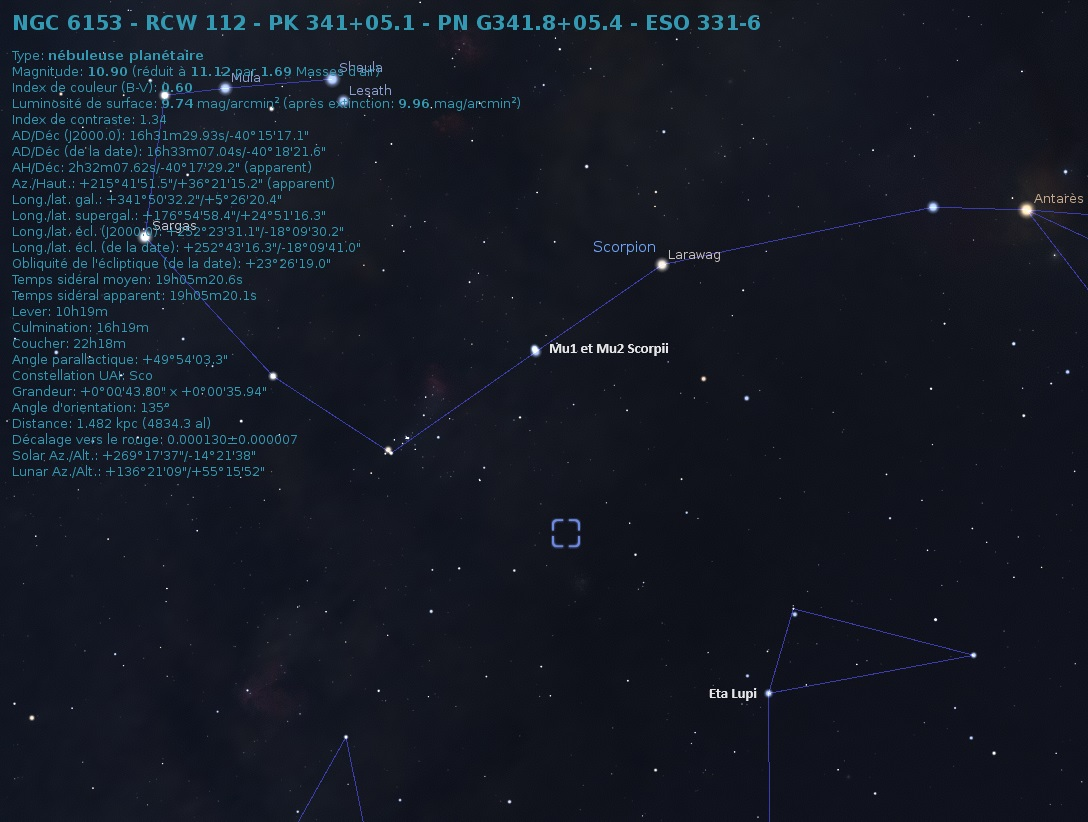
Emplacement de NGC 6153 dans la constellation du Scorpion.

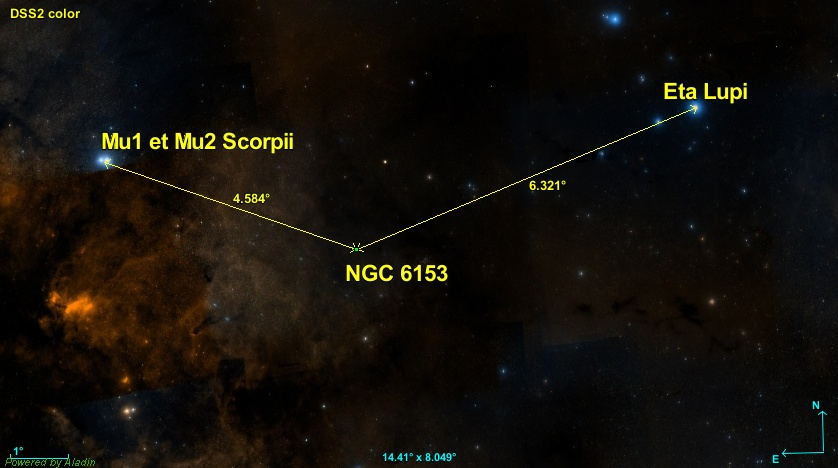
Position de NGC 6153 par rapport à deux étoiles.

La nébuleuse NGC 6153 est assez éloignée de toute étoile brillante et elle peut être difficile à trouver sans un télescope auto guidé. Elle est à environ 4,6 degrés au sud-est de la paire d'étoiles Mu1 Scorpii et Mu2 Scorpii ainsi que de l'étoile Eta Lupi.

## Caractéristiques

### Distance taille et vitesse
Le logiciel en ligne Aladin Lite permet de consulter les données astronomiques de plusieurs catalogues, dont le « GAIA EARLY DATA RELEASE 3 (GAIA EDR3) ». Pour NGC 6153, Gaia EDR3, la parallaxe de NGC 6153 est égale à 0,719 2 ± 0,044 5 mas, ce qui correspond à une distance de 1390 +92
−81 pc.
La taille apparente de la nébuleuse est de 0,4 minutes d'arc, ce qui, compte tenu de la distance et grâce à un calcul simple, équivaut à une taille réelle de 0,53 ± 0,03 al.
Selon la base de données Simbad, la vitesse de NGC 6153 est 39,6 ± 2,0 km/s,.

### Une nébuleuse riche en métaux lourds
Les mesures réalisées au début des années 2000 ont montré que cette nébuleuse est exceptionnellement riche en éléments lourds, le néon (Ne), l'oxygène (O), le carbone (C) et le chlore (Cl), au moins trois fois que ce que l'on peut trouver dans le système solaire. Elle contient également cinq fois plus d'azote que le Soleil.
Une étude spectrale très détaillée autant dans le visible que dans l'ultraviolet a été publiée en 2003. Selon cette étude les quantités suivantes sont présentes dans NGC 6153 : le fer (Fe), 320 fois plus abondant que dans le Soleil, le Cl 3 fois, le Ne 1,2 fois, l'argon (Ar) 2,5 fois, le soufre (S) 1,9 fois, l'O 4,9 fois et le C 3,3 fois. Selon les auteurs de cette étude, il est peu probable que ce surplus en éléments lourds ait été généré au cours de l'évolution de l'étoile. Il est plus probable que l'étoile centrale de cette nébuleuse se soit formée à partir de matière où cette abondance était de deux à trois fois supérieure à celle du système solaire.
Une autre étude théorique celle-là (méthode de Monte-Carlo) publiée en 2011 est arrivée à la conclusion qu'il pourrait bien y avoir deux régions distinctes dans cette nébuleuses. En 2011, une astronome de l'observatoire de Leyde a repris cette hypothèse dans une proposition d'étude. Dans les nébuleuses planétaires, les abondances des éléments C, N, O et Ne déduites des raies de recombinaison optique (optical recombination line ORL en anglais, soit un ion qui capture un électron) est typiquement cinq fois ou plus élevées que celles déduites des raies produites par des collisions (en) entre les atomes (collisionally excited lines CEL en anglais). Ce facteur de divergence d'abondance  (abundance discrepancy factor, adf) pourrait s'expliquer par deux milieux distincts dans certaines nébuleuses, l'un à un température normale des électrons de l'ordre de 10 000 K et l'autre à une température très basse inférieure à 1 000 K. Ce dernier serait déficient en hydrogène et se révélant donc riche en métaux lourds.
Cette surabondance des éléments lourds a suscité la curiosité d'autres astronomes qui ont scruté des nébuleuses planétaires avec un télescope plus puissant, le Très Grand Télescope. McNabb et ses collègues ont constater que dans trois nébuleuses planétaires (NGC 6153, M 1-42 et Hf 2-2) que les abondances déduites des ORLs étaient systématiquement plus élevées que celles déduites des CELs. Les températures des électrons (en) des éléments lourds déduites des ORLs étaient systématiquement plus basses que celles déduites des CELs, ce qui confirme l'hypothèse de deux milieux distincts.
Reste cependant à comprendre l'origine de ces deux milieux.

## Étoile centrale
Selon Freeman et ses collègues, la température de l'étoile centrale avoisine les 109 kK et elle est de type spectral OfH?. L'âge et le rayon de la nébuleuse sont respectivement d'environ 4 000 ans et de 0,07 pc. La morphologie de la nébuleuse est elliptique et elle présente une struture interne. Une source diffuse de rayon X est présente dans celle-ci. Elle est aussi entourée d'un halo.
L'étoile au centre de cette nébuleuse exibite un spectre de type WELS (de l'anglais Weak Emission Line Star). Il s'agit d'émission de l'hélium II et de l'azote III (le f dans le type spectral OfH). Sa magnitude visuelle est égale à 15,55 et sa masse est estimée à 1,991 {\displaystyle M_{\odot }}. Sa température de surface atteint les 110 kK ({\displaystyle Log(T_{eff})=5,04}) et sa luminosité est égale à 5 754 {\displaystyle L_{\odot }} ({\displaystyle Log(L/L{\odot })=3,76}). Le rayon de la nébuleuse est estimé à 0,083 pc et son âge est égal à 6 740 ans.

## Galerie

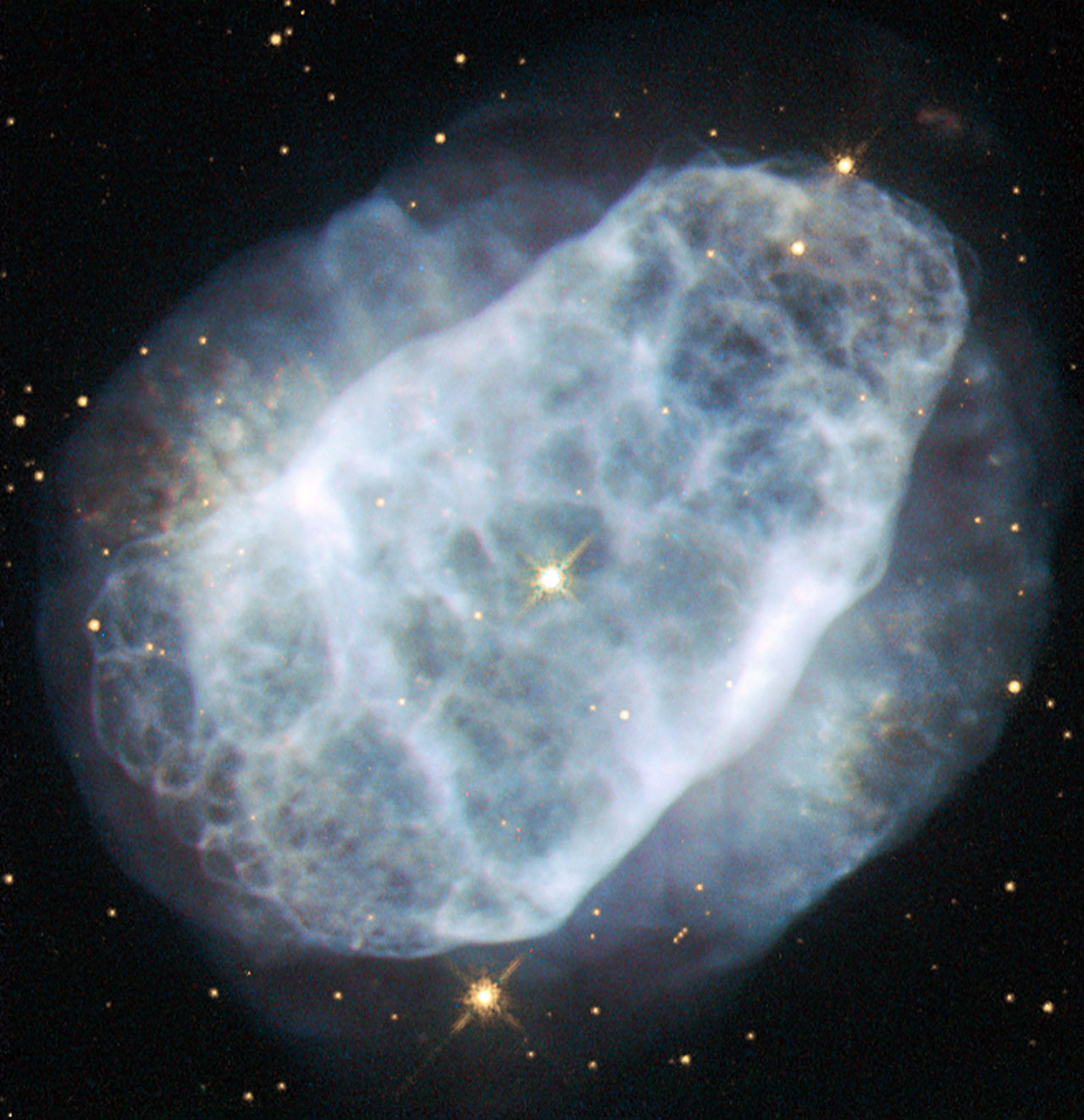
NGC 6153 par télescope spatial Hubble. Cette interprétation des données captées par le télescope spatial Hubble par Matej Novak a remporté la compétition Hubble’s Hidden Treasures.
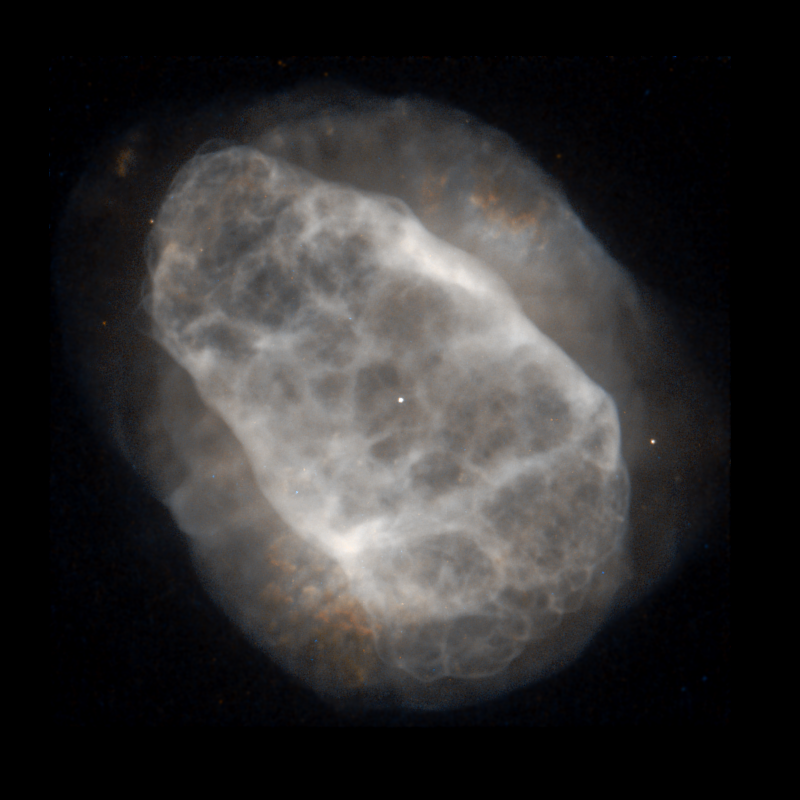
Autre interprétation des données captées par le télescope spatial Hubble.
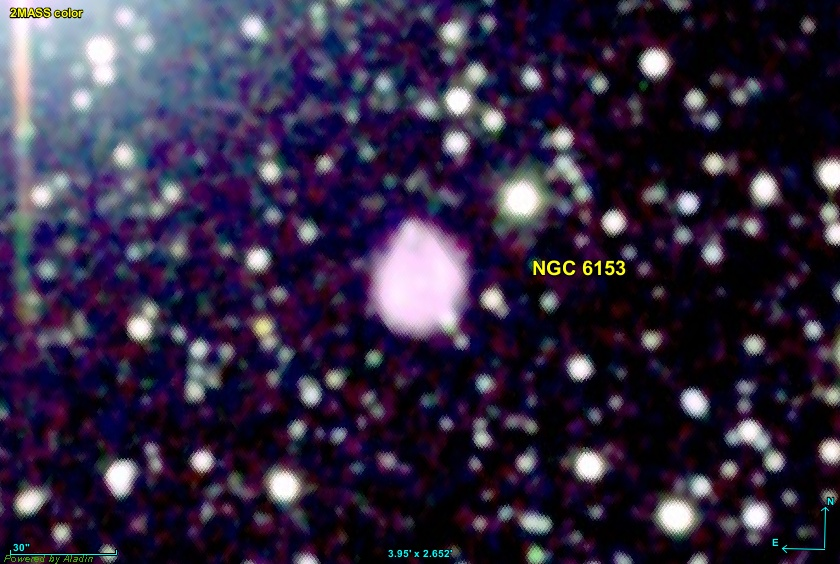
NGC 6153 dans le domaine de l'infrarouge par le relevé 2MASS.